# Demokratikus és Szociális Centrum – Néppárt
A Demokratikus és Szociális Centrum – Néppárt (portugálul: Centro Democrático e Social – Partido Popular, rövidítése: CDS-PP) portugáliai jobboldali, konzervatív, kereszténydemokrata és nemzeti konzervatív párt. A választásokon mint Néppárt szerepel a szavazó lapokon.

## Története

### Alapítás
A pártot 1974. július 19-én alapították meg eleinte szervezetként, alapítói Diogo Freitas do Amaral, Adelino Amaro da Costa, Basílio Horta, Vítor Sá Machado, Valentim Xavier Pintado, João Morais Leitão és João Porto voltak.
A szegfűs forradalom utáni időkben a szervezet centrista szervezetnek jellemezte magát, de már ekkoriban számos jobboldali irányzat működött a szervezeten belül. 1975. január 13-án a Portugál Legfelsőbb Bíróság hivatalosan is pártként jegyezte be a szervezetet. A párt elnöke Freitas do Amaral lett. 
1975-ben a választáson a párt 13 mandátumot szerzett az alkotmányozó nemzetgyűlésen, majd az 1976-os választáson 42 mandátumot szereztek, amivel a harmadik legerősebb portugál párttá váltak, és megelőzték a kommunistákat is. 

### Demokratikus Szövetség
1979-es választáson a párt a szociáldemokraták és monarchisták fémjelezte koalíciós kormány tagja lett. A koalíció neve Demokratikus Szövetség volt. A kormányon belül ez a párt kapta miniszterelnök-helyettesi és a külügyi tárcát. 
1980-ban a miniszterelnök, Francisco Sá Carneiro halála után ő volt az ügyvivő miniszterelnök, majd Francisco Pinto Balsemão lett az új kormányfő. A koalíción belül nagy volt a széthúzás, és 1981-ben felbomlott.

### 20 év ellenzékben
A koalíció szétesése után a CDS élére új pártelnök került, Adriano Moreira, aki nem tudta megállítani a párt népszerűségvesztését, így visszatért Freitas do Amaral. 1992-ben Manuel Monteiro lett a párt elnöke, aki addig az ifjúsági tagozatot vezette. A párt ekkor felvette a Néppárt nevet, meglovagolva a Spanyol Néppárt népszerűségét. 1993-ben a pártot kizárták az Európai Néppártból, mivel nem fizettek tagdíjat illetve elutasították a maastrichti szerződést, amellyel nem voltak eléggé integrációpártok a Néppárt szemében.
1995-ben a párt a választáson 15 mandátumot szerzett, és már évek óta nem tudott megújulni. 
1999-ben Paulo Portas lett az új párt elnök, akivel a párt jobbra tolódott el. 

## Ideológia
A párt ideológiája eleinte jobbközép volt, majd a későbbiekben jobbra tolódott. A párton belüli irányzatok hasonlóak a szociáldemokratákéhoz. Alapvető különbség hogy ez a  párt a kereszténydemokrácia szellemiségén alapult meg, míg a Szociáldemokrata Párt a politikai centrum képviseletét látta el a kezdeti időkben. A mai napig a párton belül irányzatok közt számos vita szokott keletkezni, hisz sokak számára nem egyértelmű hogy a párt a politikai paletta centrumán vagy a Szociáldemokratáktól jobbra vannak a politikai palettán.  
A párt eleinte európa-párti álláspontot képviselt, amely Manuel Monteiro elnökségével változott meg. Monteiro alatt enyhén euroszkeptikus szellemiségű lett a párt, ellenezte a maastrichti szerződést, amely miatt az Európai Néppárt kizárta a pártcsaládból. Emiatt a Néppárton kívüli konzervatív pártokat tömörítő Unió Európáért szövetség tagja lett. Az euroszkeptikus álláspont Paulo Portas elnöksége idején is megmaradt, de az ő idején sikerült a pártnak visszakerülni a Néppártba. 
A párt mindig is abortuszellenes álláspontot képviselt. A párt az abortusz legalizálása ellen kampányolt az 1998-as és a 2007-es portugáliai népszavazási kampány alatt.  
A párt szavazóbázisa főleg az ország északi részén élő gazdákból valamint a vállalkozói és cégvezetői rétegben. 
A párt fontosnak tartja a bevándorlás szigorítását, ellenzik az európai föderalizmust.